# Нисан Мотър Къмпани
 За реката в Швеция вижте Нисан (река).  
„Нисан Мотър Къмпани“ (Nissan Motor Co., на японски: 日産自動車株式会社) е японска компания, втори по големина производител на автомобили в Япония след „Тойота“.
Централата на компанията се намира в Токио. Планира се през 2010 г. управлението на компанията да се премести в Йокохама. За компанията работят около 170 000 души.
44,4 % от акциите на компанията принадлежат на френския автомобилен гигант „Рено“. Президент и главен изпълнителен директор е Карлос Гон.

## История
За дата на основаването на корпорацията се счита 26 декември 1933 г., когато в резултат от сливането на „Тобата имоно“ и „Нихон саньо“ е създадена новата компания. От 1 юни 1934 г. носи названието „Нисан мотърс“ (по първите букви на компанията „Нихон саньо“).
През май 1935 г. компанията взима решение за развитието на търговската марка „Нисан“, но практически до 1980 г. лице на компанията са разни модификации на автомобилите „Датсун“, произвеждани още от създаването на компанията (през 1983 г. тази марка престава да съществува).
В началото на 1958 г. започва продажбата на автомобили в САЩ, а през 1964 г. „Нисан“ става първата японска компания и сред 10-те най-големи автомобилни вносители в САЩ.
През 1962 г. започва продажбата на автомобили в Европа. Първото задгранично предприятие за производство на „Нисан“ е открито през 1959 г. в Тайван; сега задгранично производство на „Нисан“ има в 20 държави.
В средата на 1990-те години компанията изпитва съществени финансови трудности, вследствие на което контролният пакет акции е продаден през 1999 г. на „Рено“. Френската компания е собственик на 44,4% от акциите на „Нисан“, а „Нисан“ има 15% акции в „Рено“.
Поставеният от „Рено“ за директор на „Нисан“ Карлос Гон съумява да изработи и изпълни програмата „Nissan Revival Plan“ (NRP) и извежда компанията от кризата, спечелвайки си голяма популярност в Япония.

## Производство
Под марката „Nissan“ се произвеждат широк спектър от леки, лекотоварни и тежкотоварни автомобили. Също така компанията произвежда луксозни возила с марката „Инфинити“. До 1983 г. се произвеждат и автомобили с марка „Датсун“.
„Нисан“ притежава автомобилни заводи в редица страни по света, като: Япония, Великобритания, САЩ, Мексико, ЮАР и др.
Общото количество на заетите в компанията служители е 159 771 души през 2005 г.
От 1985 г. в рамките на компанията функционира НИСМО („NISMO“) – подразделение, занимаващо се с тунинг на автомобили. Подразделението „Нисан Марийн“, съвместно предприятие с „Марубени Корпорейшън“, произвежда двигатели за моторни лодки.
За 9-те мес. на 2005 финансова година „Нисан“ продава 2 653 648 автомобила в целия свят. Приходите към тази дата са 60,59 млрд. щатски долара, чистата печалба – 3,1 млрд. щ.д.
През 2005 г. „Нисан“ сключва договор с конкурентната компания „Тойота“ за използване на новата технология за хибридно задвижване HSD в новата „Нисан Алтима“, модел от 2007 г.
„Алтима Хибрид“ ще бъде първият хибриден модел на „Нисан“. Следващите модели с хибридно задвижване ще бъдат със собствена технологична разработка на „Нисан“. Производството им ще започне през 2009 г.
„Нисан“ създава електродвигател и литиево-йоннен акумулатор – с 35% по-малък и по-лек от аналога на „Тойота“, но с 30% по-издръжлив.
„Алтима Хибрид“ е предназначена за продажба само на северноамериканския пазар. В този модел ще се използва двигател с 2,5 литра.

## Галерия
- Нисан Алтима
- Нисан Патфайндър
- Нисан Тера